# Водолазово (Тюменская область)
Водолазово — село в Абатском районе Тюменской области России. Входит в состав Тушнолобовского сельского поселения.

## История
В «Списке населенных мест Российской империи» 1871 года издания (по сведениям 1868—1869 годов) населённый пункт упомянут как казённая деревня Водолазова Ишимского округа Тобольской губернии, при реке Ишим, расположенная в 36 верстах от окружного центра города Ишим. В деревне насчитывалось 78 дворов и проживало 445 человек (217 мужчин и 228 женщин).
В 1926 году в деревне имелось 103 хозяйства и проживало 539 человек (262 мужчины и 277 женщин). В административном отношении Водолазова входила в состав Максимовского сельсовета Абатского района Ишимского округа Уральской области.

## География
Село находится в юго-восточной части Тюменской области, в лесостепной зоне, в пределах Ишимской равнины, на левом берегу реки Ишим, на расстоянии примерно 27 километров (по прямой) к юго-западу от села Абатское, административного центра района. Абсолютная высота — 78 метров над уровнем моря. К северу от села проходит федеральная автодорога Р402.

### Часовой пояс
Водолазово, как и вся Тюменская область, находится в часовой зоне МСК+2. Смещение применяемого времени относительно UTC составляет +5:00.

## Население
| 1989 | 2002 | 2010 |
| ---- | ---- | ---- |
| 210  | ↘193 | ↘151 |

Гендерный состав
По данным Всероссийской переписи населения 2010 года в гендерной структуре населения мужчины составляли 48,3 %, женщины — соответственно 51,7 %.
Национальный состав
Согласно результатам переписи 2002 года, в национальной структуре населения русские составляли 91 % из 193 чел.

## Улицы
Уличная сеть села состоит из трёх улиц и одного переулка.